# Merden (Padureso)
Merden is een bestuurslaag in het regentschap Kebumen van de provincie Midden-Java, Indonesië. Merden telt 1793 inwoners (volkstelling 2010).